# Raghuva vercambrei
Raghuva vercambrei là một loài bướm đêm trong họ Noctuidae.